# Lublana
Lublana (słoweń. Ljubljana [ljuˈbljà:na], wł. Lubiana, niem. Laibach) – stolica i największe miasto Słowenii, położone nad rzeką Ljubljanicą.

## Historia

### Starożytność i średniowiecze

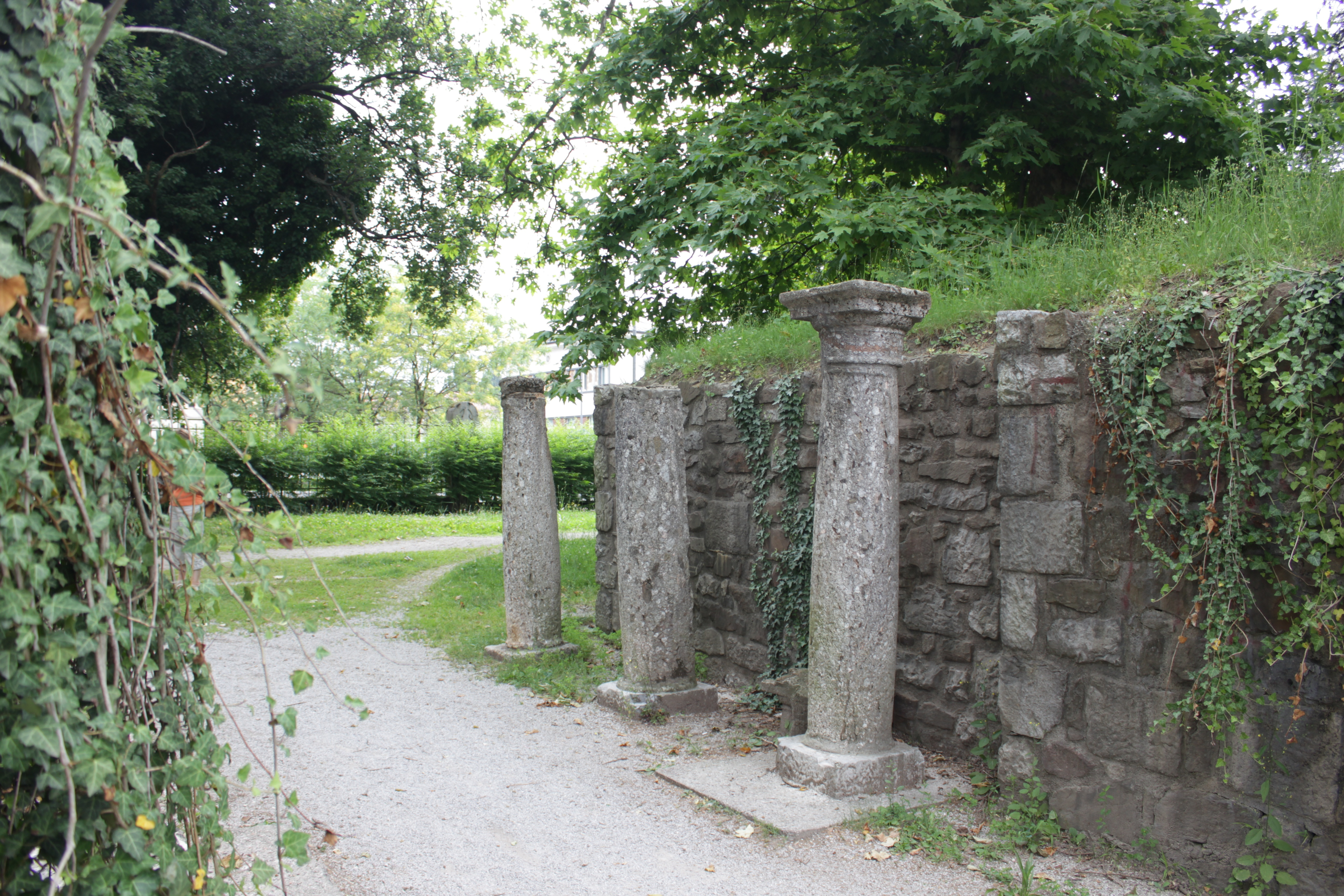
Pozostałości rzymskich murów

Historia osadnictwa na tym terenie sięga ok. 2000 p.n.e. W późniejszym czasie stał się on częstym szlakiem wędrówek i pobytu różnych ludów i poszczególnych plemion (m.in. indoeuropejskich Wenetów i celtyckich Taurysków). Początek historii miasta wyznacza założenie przez Rzymian ok. 50 p.n.e. niedużej osady handlowej znanej jako Emona (Iulia Aemona). Położona na skrzyżowaniu istotnych szlaków handlowych i strzegąca szlaku wojskowego (po powstaniu obozu legionowego w I wieku n.e.), rozwinęła się w znaczące centrum miejskie, będąc także liczącym się ośrodkiem militarnym. Zamożne i wyjątkowo dobrze rozwinięte miasto uległo zagładzie w schyłkowym okresie cesarstwa po najeździe Hunów pod wodzą Attyli w 452 roku. Przybyli w tę okolicę w VI wieku Słowianie założyli nieopodal ruin swój gród, którego podgrodzie z czasem przekształcało się w średniowieczne miasto. 
W dalszej kolejności Emona znalazła się na ziemiach podległych władcom Karantanii, którzy później ulegli dominacji Franków. Sprowadzenie przez książąt karantańskich (karynckich) w XII w. osadników niemieckich zapoczątkowało silny ruch kolonizacyjny, wskutek czego miejscowość rozwinęła się w znaczny ośrodek miejski, oparty na wzorcach zachodnioeuropejskich. W połowie XII stulecia tworzyły go trzy dzielnicowe skupiska: stanowiący właściwe miasto Novi trg (zamieszkały przez niemieckich zamożnych mieszczan i szlachtę), Stari trg (zamieszkiwany przez rzemieślniczo-rolniczą ludność słowiańską) i Mestni trg z przewagą własności kościelnej. W 1144 r. pojawiła się niemiecka nazwa miasta – Laibach, a dwa lata później – jej miejscowa wersja Luwigana. Obwarowane solidnymi murami obronnymi, miasto uzyskało w 1220 r. przywilej bicia własnej monety i w swym pomyślnym rozwoju, już jako główne miasto Krainy, przeszło (1335) pod władzę austriackich Habsburgów. Obdarzane przez nich kolejnymi przywilejami, przyciągało element obcy (Włochów, Hiszpanów, Anglików, Szwedów, Żydów), a w r. 1461 awansowało do rangi stolicy diecezji.

### Nowożytność

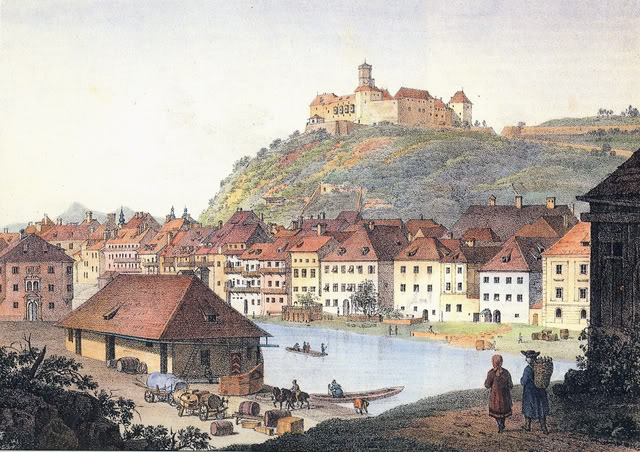
Lublana w XVIII wieku

W XV wieku Lublana była znana jako znaczący ośrodek sztuki. W 1511 roku miasto zrujnowało wielkie trzęsienie ziemi, po którym odbudowano je w stylu renesansowym i wzniesiono nowe mury obronne. W XVI wieku miejscowa populacja wynosiła 5 tysięcy mieszkańców, z czego 70% posługiwało się językiem słoweńskim, a 30 proc. j. niemieckim. W 1550 r. opublikowano dwie pierwsze słoweńskie książki. W tym stuleciu Lublana stała się też ośrodkiem reformacji, w którym zamieszkiwało tam kilku ważnych przedstawicieli luteranizmu – Primož Trubar, Adam Bohorič i Jurij Dalmatin. Mniej więcej w podobnym czasie powstały pierwsza szkoła średnia oraz biblioteka publiczna, co Lublanę awansowało na centrum kultury słoweńskiej. W 1597 r. do miasta przybyli jezuici i otworzyli drugą szkołę średnią, później przekształconą w pierwszą w Lublanie uczelnię wyższą. Wraz z przybyciem zagranicznych architektów pod koniec XVII w. w mieście rozpowszechniła się architektura barokowa.

### Czasy współczesne

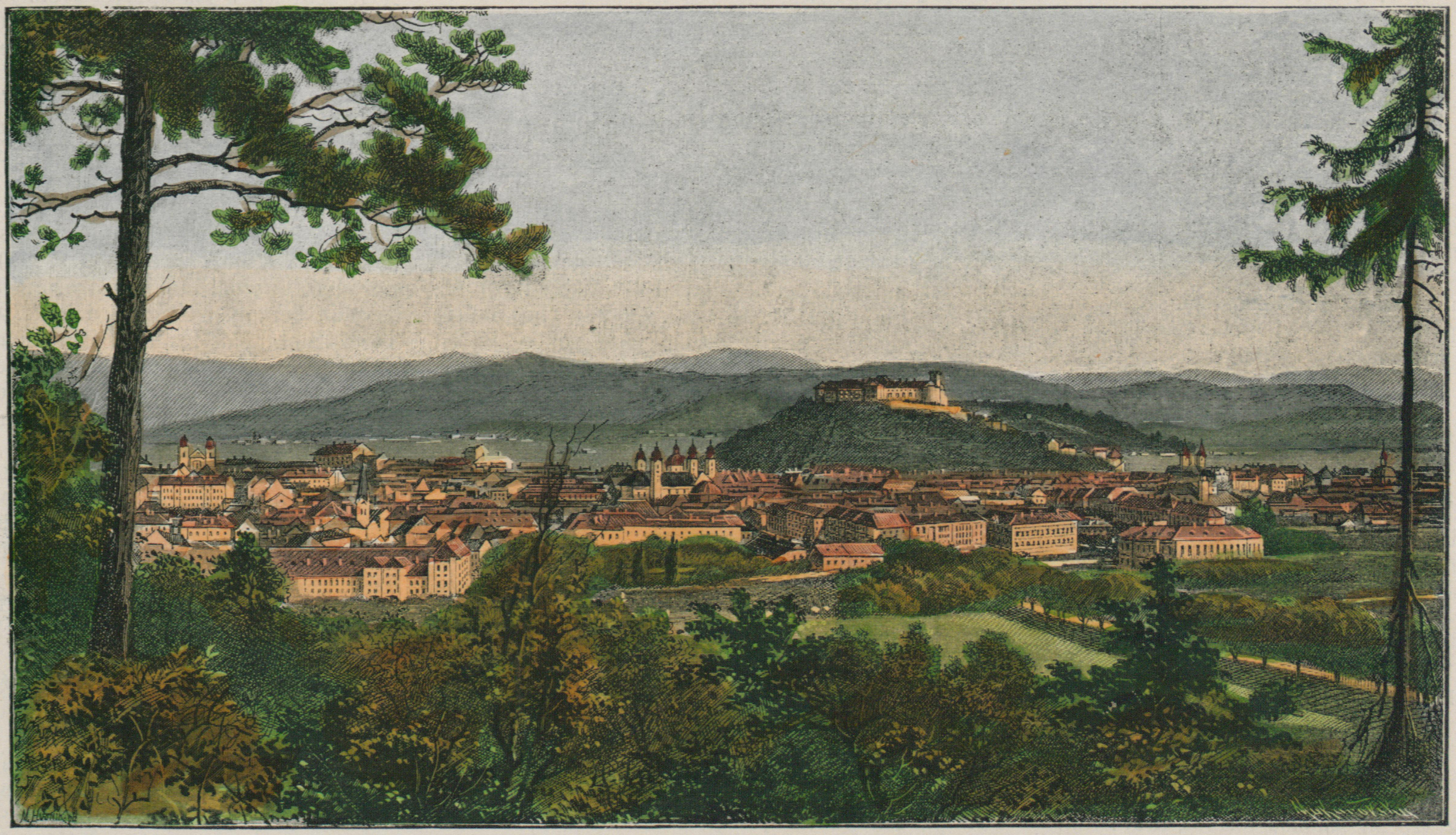
Lublana w XIX wieku

Za rządów Napoleona miasto stało się stolicą tzw. Prowincji Iliryjskich, a w 1815 r. powróciło do Austrii. W latach 1816–1849 było częścią Królestwa Illyrii. W 1821 r. Lublana gościła Kongres w Laibach, który przywrócił wcześniejsze granice państw europejskich. Pierwszą linię kolejową łączącą z Wiedniem otwarto w 1849 r. W 1857 została ona przedłużona do Triestu. Publiczna linia elektryczna pojawiła się w 1898 r. W 1895 r. Lublana, licząca wtedy 31 tys. mieszkańców, została ponownie nawiedzona przez poważne trzęsienie ziemi o sile 6,1 w skali Richtera. Zniszczeniu uległo wówczas 1,4 tys. budynków, z których część odbudowano już w stylu secesyjnym.

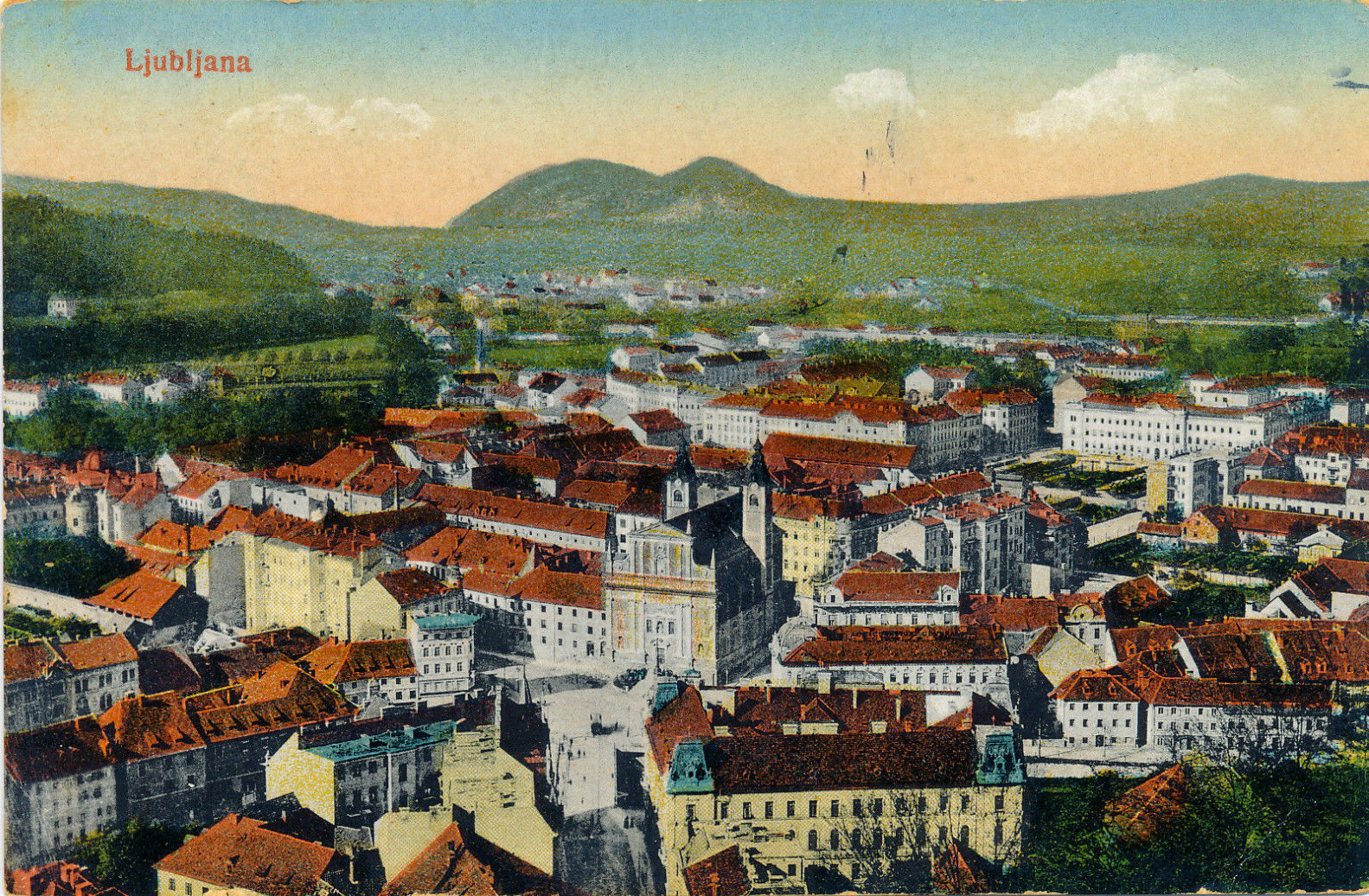
Lublana na widokówce z 1928

W 1918 r., po zakończeniu I wojny światowej, obszar ten został przyłączony do Królestwa Serbów, Chorwatów i Słoweńców. W 1929 roku powstało Królestwo Jugosławii. Po podziale kraju na okręgi, zwane banowinami, Lublana została stolicą banowiny drawskiej. Podczas II wojny światowej od 1941 r. miasto okupowały faszystowskie Włochy, a od 1943 r. nazistowskie Niemcy. Miasto otoczono wówczas ponad trzydziestokilometrowymi zasiekami z drutu kolczastego, mającymi uniemożliwić współdziałanie podziemnego ruchu oporu (front wyzwolenia ludności słoweńskiej) w mieście z jugosłowiańskimi partyzantami działającymi na zewnątrz. W 1985 roku na miejscu ogrodzenia powstała malownicza ścieżka spacerowa (Pot okoli Ljubljane – Ścieżka dookoła Lublany).
Po II wojnie światowej Lublana stała się stolicą Socjalistycznej Republiki Słowenii – części komunistycznej Jugosławii, do czasu, gdy 25 czerwca 1991 roku Słowenia ogłosiła niepodległość z Lublaną jako stolicą. Kraj ten wszedł do Unii Europejskiej w maju 2004 roku.
W 2011 r. miasto stało się siedzibą unijnej Agencji ds. Współpracy Organów Regulacji Energetyki.

## Geografia

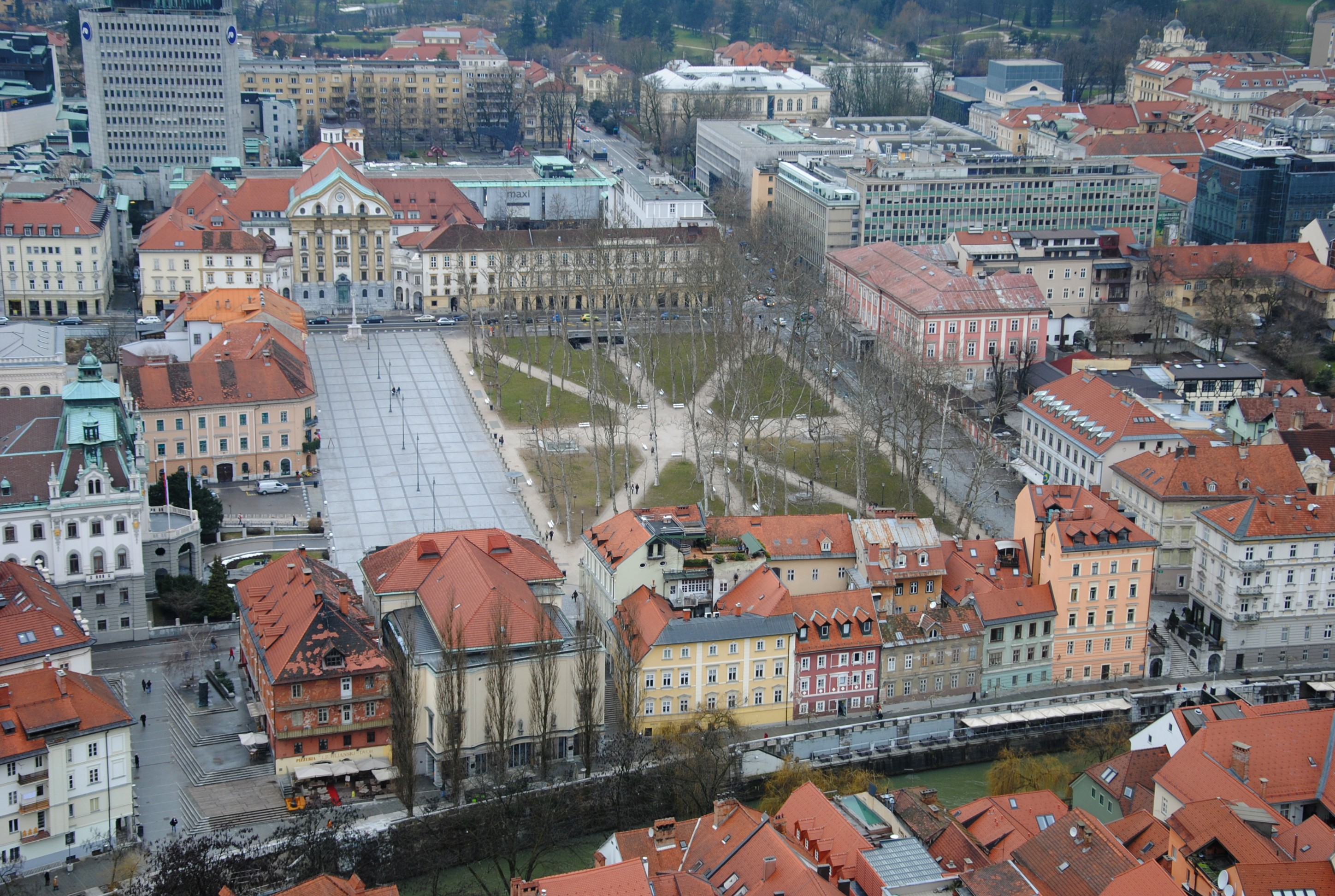
Plac Kongresowy, widok z zamku

Miasto zajmuje powierzchnię 163,80 km². Położone jest w centrum Słowenii, pomiędzy Austrią, Węgrami, Chorwacją i Włochami. Lublana leży 140 km na zachód od Zagrzebia, 250 km na wschód od Wenecji, 350 km na południowy zachód od Wiednia i 400 km na południowy zachód od Budapesztu.
Najwyższym punktem miasta jest Janški Hrib (794 m n.p.m.).
Słowenia znajduje się w aktywnej strefie sejsmicznej, a Liublianę nawiedzały silne trzęsienia ziemi, m.in. w 1511 i 1895 r.
Klimat Lublany, jak i wschodniej części Słowenii to klimat umiarkowany kontynentalny. Lipiec jest najcieplejszym miesiącem, a styczeń oraz luty są najzimniejszymi. Najniższą zanotowaną temperaturą było –28 °C a najwyższą 39 °C.

## Demografia

### Liczba mieszkańców
- 257 388 (2002 – według spisu powszechnego)
- 255 115 (2005 – wartość szacunkowa)

## Podział administracyjny
- Bežigrad
- Center
- Črnuče
- Dravlje
- Golovec
- Jarše
- Moste
- Polje
- Posavje
- Rožnik
- Rudnik
- Sostro
- Šentvid
- Šiška
- Šmarna gora
- Trnovo
- Vič
- Zalog

## Gospodarka
- przemysł: elektromaszynowy, elektroniczny, lekki (włókienniczy, obuwniczy), chemiczny, drzewno-papierniczy, spożywczy (tytoniowy)

## Transport

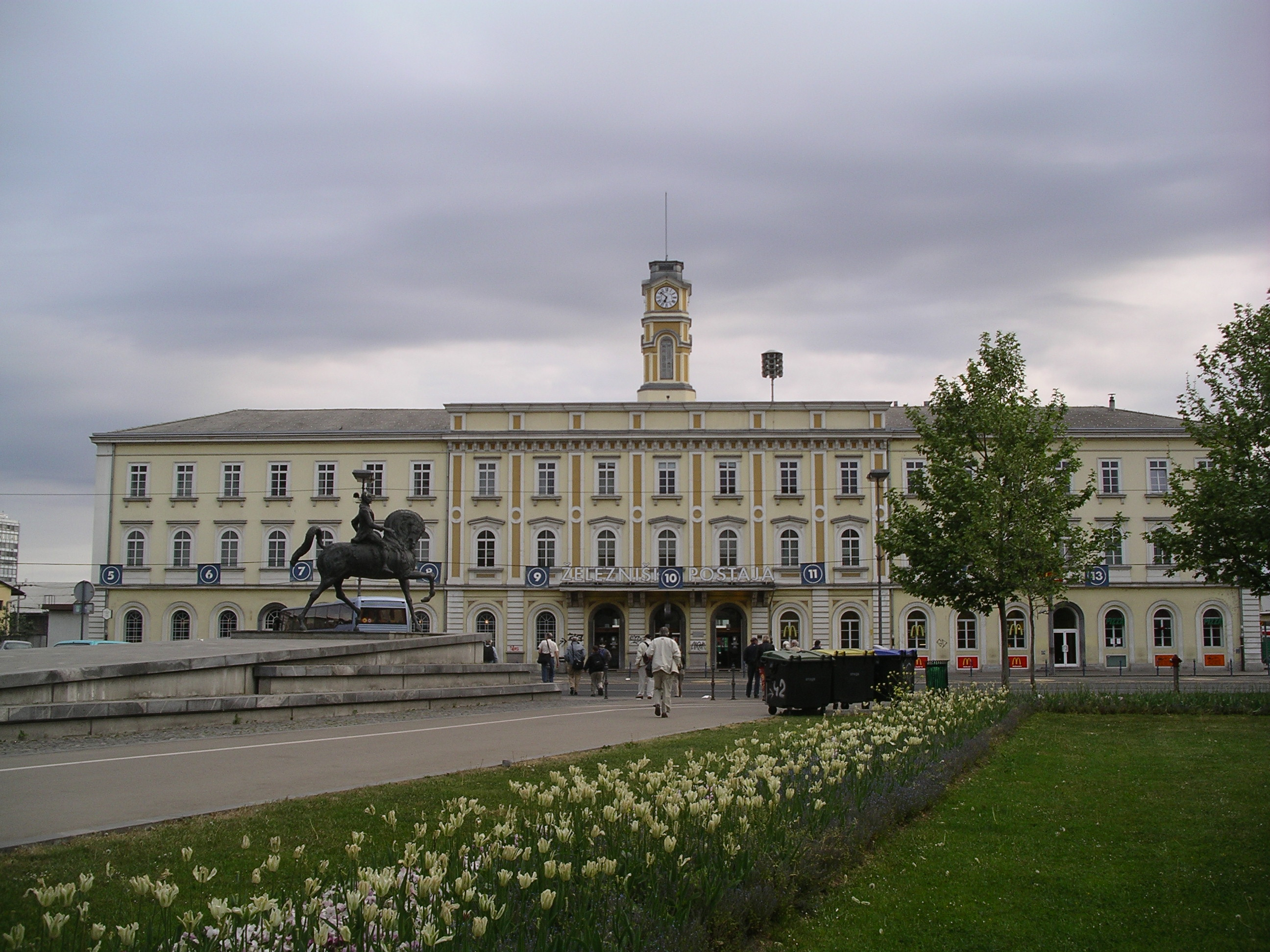
Główny dworzec kolejowy

Lublana jest w centrum słoweńskiej sieci dróg, która prowadzi do wszystkich zakątków kraju. Przez Lublanę przebiega autostrada A1 prowadząca na zachód do Triestu, Wenecji oraz Rijeki; na północ do Mariboru, Grazu oraz Wiednia. Autostrada A2 prowadzi na wschód do stolicy Chorwacji Zagrzebia oraz Węgier, lub do głównych miast byłej Jugosławii, jak np. Belgradu; na północny zachód prowadzi do Klagenfurtu oraz Salzburga.
Główny dworzec kolejowy Ljubljana zbudowany został w 1849 r. Odnowiony został w 1980 r. przez architekta Marko Mušiča. W 2008 roku rozpoczęła się budowa wielopiętrowego kompleksu biurowo-rozrywkowo-handlowego na terenie dworca.
Dworce kolejowy i autobusowy są usytuowane po przeciwnych stronach Trgu Osvobodilne Fronte (Trg OF), w północnej części śródmieścia. 250 m na zachód biegnie Slovenska cesta, główna ulica handlowa Lublany. Na główny plac miasta – Prešernov trg – można dojść, kierując się na południe, w stronę Miklošičevej cesty (600 m).

## Zabytki i atrakcje turystyczne
- Pałac Biskupi
- zamek
- park Tivoli
- klasztor i kościół Urszulanek
- ruiny rzymskie
- Muzeum Narodowe
- Narodowa Galeria Słowenii

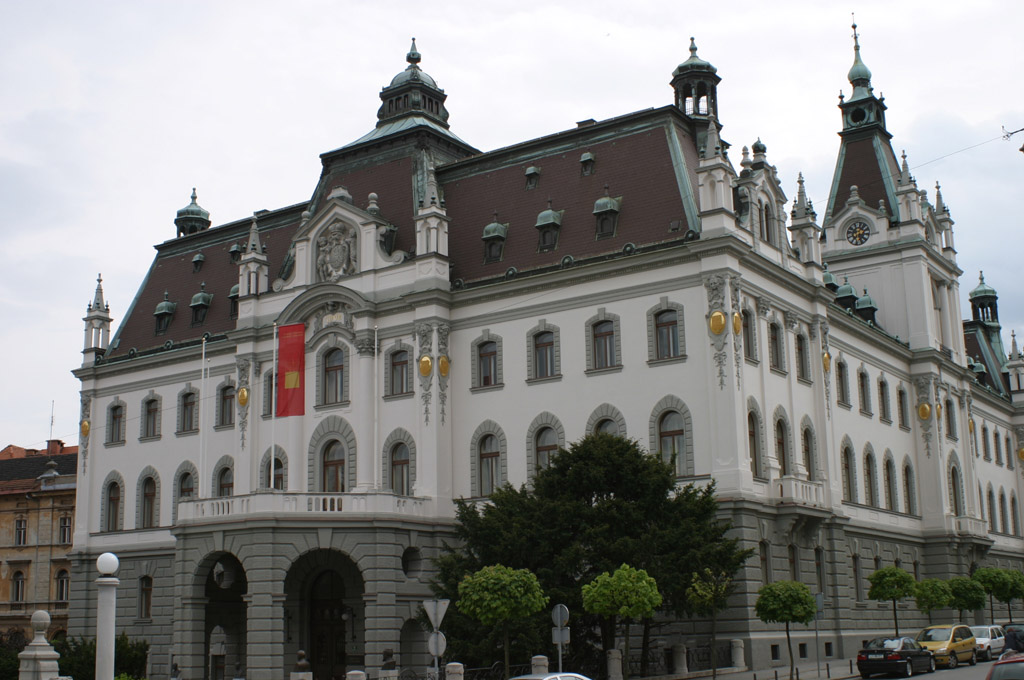
Uniwersytet

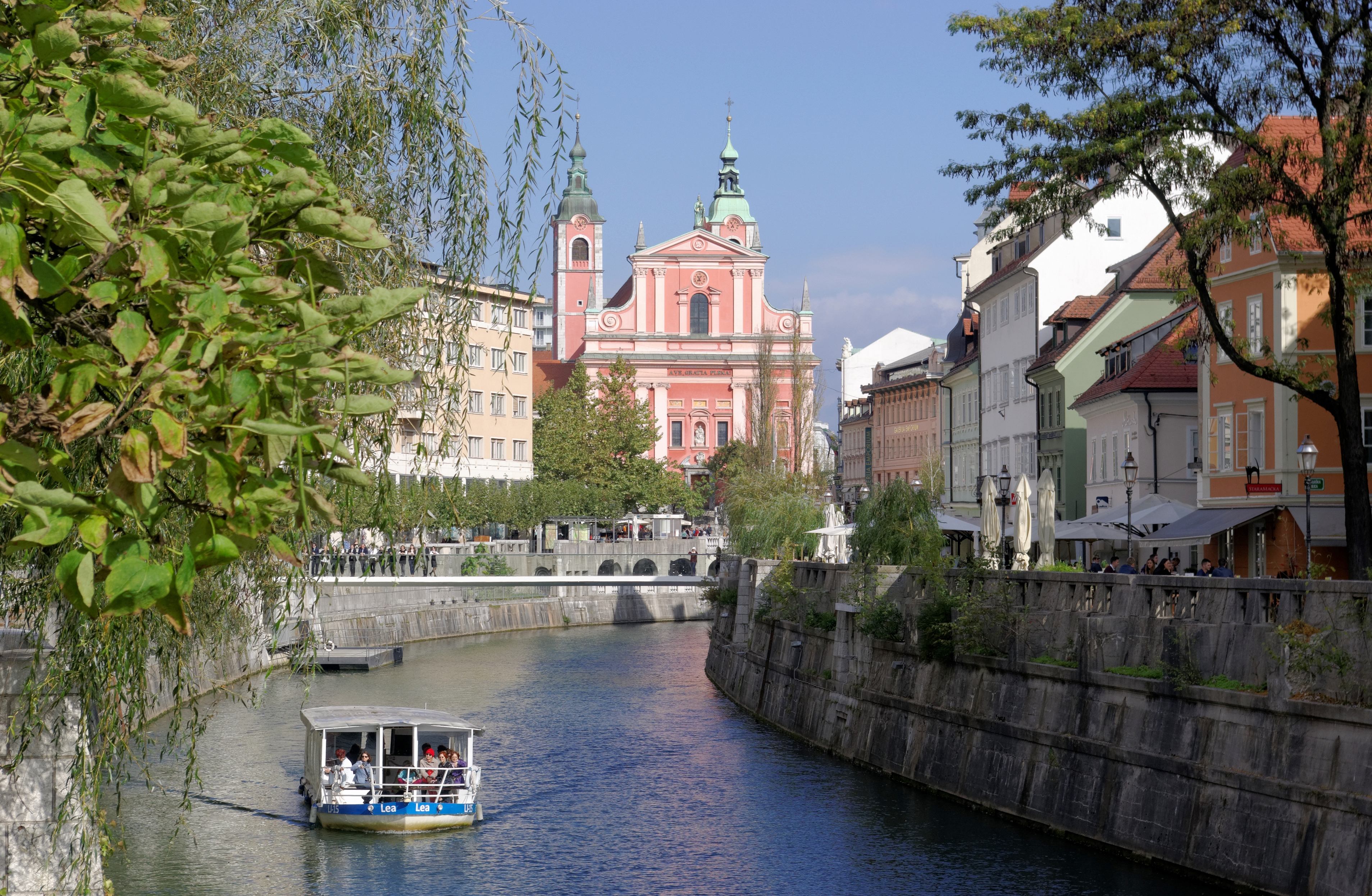
Cankarjevo Nabrežje, w tle widoczny kościół Zwiastowania

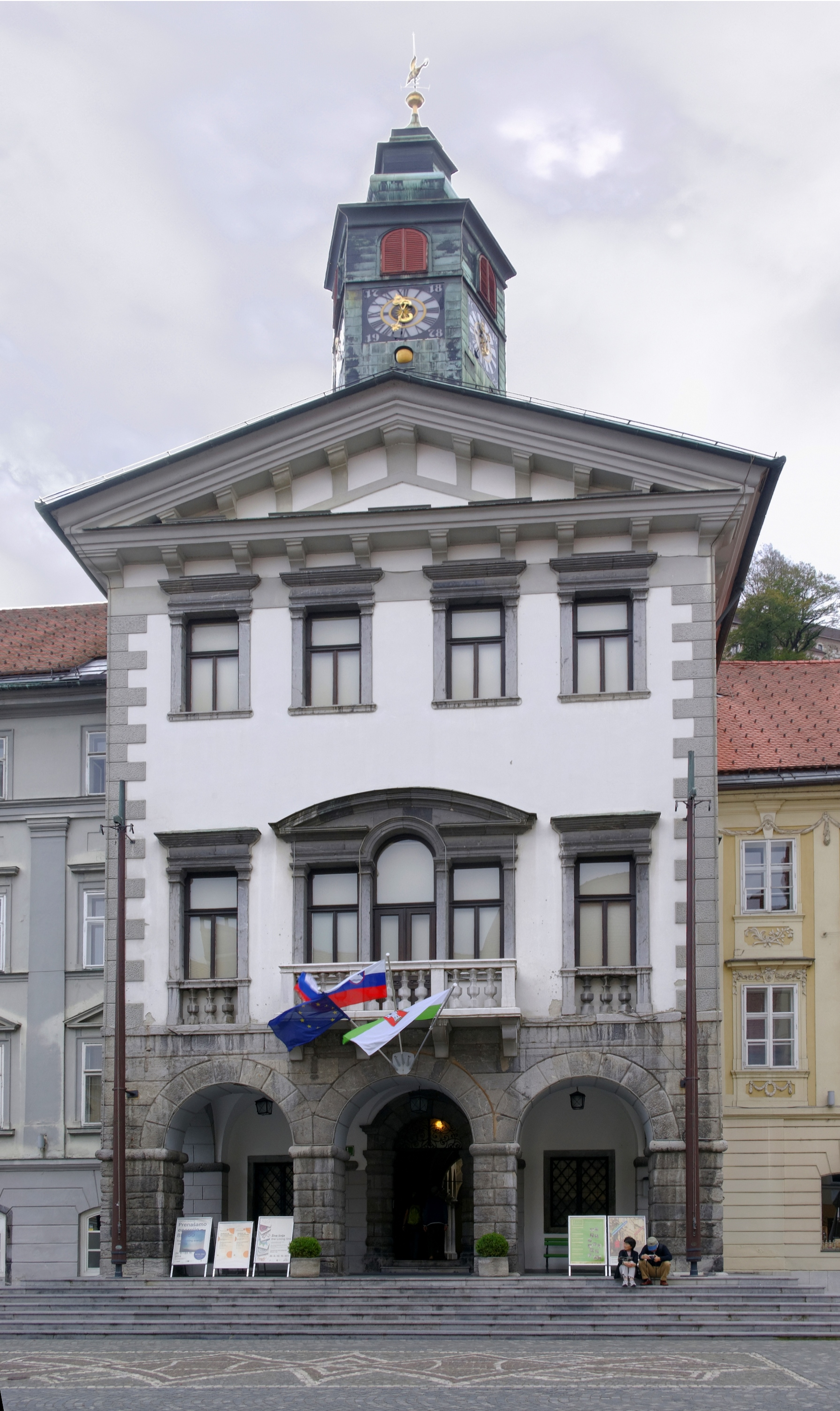
Ratusz

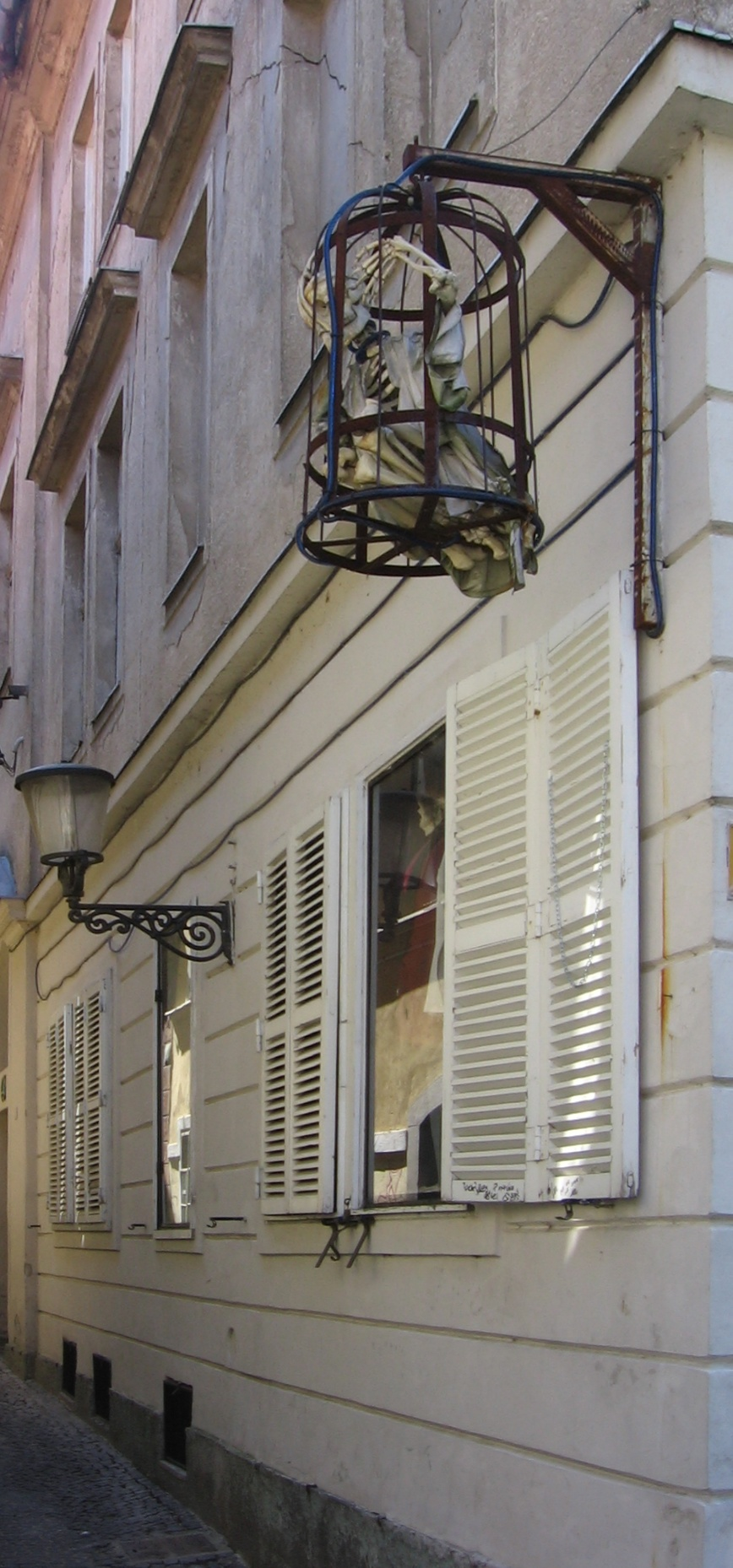
Znak reklamujący bar nawiązujący do motywów śmierci w postaci zawieszonej klatki dla człowieka skazanego na zagłodzenie; wewnątrz atrapa ludzkiego szkieletu

- Biblioteka Uniwersytecka i Narodowa
- Uniwersytet
- katedra świętego Mikołaja
- kościół św. Floriana
- kościół św. Jakuba
- Kościół Matki Bożej Wspomożycielki
- kościół św. Rocha
- kościół Świętej Trójcy
- cerkiew Świętych Cyryla i Metodego
- ratusz
- plac Prešerena
- Plac Kongresowy
- Plac Republiki
- Tromostovje (potrójny most)
- Robbov vodnjak (barokowa fontanna)
- Metelkova
- Zoo Lublana
- Nebotičnik
- Smoczy Most

## Sport
- NK Olimpija Lublana – klub piłkarski
  - Stadion Stožice – stadion
- ND Slovan Lublana – klub piłkarski
- NK Svoboda Lublana – klub piłkarski
- Olimpija Lublana – klub hokejowy
  - Hala Tivoli – lodowisko
- KK Olimpija Ljubljana – klub koszykówki mężczyzn
- Krym Lublana – klub piłki ręcznej kobiet
- Dolomiti Lublana – klub narciarski
- SSK Ilirija Lublana – klub narciarski
- ACH Volley Lublana – klub siatkarski mężczyzn

## Postacie związane z Lublaną
- Matej Žagar – słoweński żużlowiec, od 2006 r. jeżdżący w Polsce, w sezonie 2022 reprezentował barwy Polonii Bydgoszcz
- Ivan Cankar – pisarz słoweńskiego ruchu modernistycznego
- Bogusław Horodyński – polski powstaniec, działacz niepodległościowy
- Željko Ivanek – słoweńsko-amerykański aktor
- Emil Korytko – polski etnograf, działacz i orędownik kształtowania świadomości narodowej Słoweńców, miłośnik i zbieracz tamtejszej sztuki ludowej
- Hugon Zapałowicz – polski podróżnik, botanik, prawnik, badacz Karpat i gór środkowej Argentyny, prekursor turystyki babiogórskiej, przewodnik, poeta
- Jože Plečnik – architekt, od 1925 roku pracował nad przebudową miasta[6]
- Slavoj Žižek – socjolog, filozof
- Luka Dončić – koszykarz, od 2018 r. grający w NBA
- Melania Trump – pierwsza dama Stanów Zjednoczonych w latach 2017-2021, żona Donalda Trumpa

## Miasta partnerskie
- Ateny
- Belgrad
- Bratysława
- Bruksela
- Chemnitz
- Chengdu
- Cleveland
- Graz
- Leverkusen
- Moskwa
- Obwód moskiewski
- Parma
- Pesaro
- Ploče
- Rijeka
- Sarajewo
- Skopje
- Susa
- Tbilisi
- Wiedeń
- Wiesbaden
- Zagrzeb